# 神若出口
神若出口（かみわかでぐち）は、兵庫県神戸市中央区にある阪神高速道路32号新神戸トンネルの出口。箕谷方面からの出口のみのハーフICである。

## 道路
- 阪神高速32号新神戸トンネル (32-02)

## 接続する道路
- 神戸市道神若線

### 乗り継ぎ
ETC車限定で、本出口と3号神戸線生田川入口との間で乗り継ぎ制度を設定している。

## 歴史
- 1988年（昭和63年）11月16日：第2新神戸トンネルが開通[2]。出口の供用開始。
- 1996年以降：南伸工事を実施[3]。出口を一時閉鎖[4]。
- 1999年（平成11年）11月末：旧出口の東側に新出口を移設し、供用開始[4]。
- 2012年（平成24年）10月1日：新神戸トンネル有料道路が神戸市道路公社から阪神高速道路へ移管[5]。
- 2020年（令和2年）3月3日：神若出口・3号神戸線生田川入口間を乗り継ぎルートに指定[6]。

## 隣
阪神高速32号新神戸トンネル（南行）
(32-05) 箕谷入口/JCT - (32-03) 新神戸駅出口 - (32-02) 神若出口 - (32-01) 国道2号出口